# Parablastothrix reimovi
Parablastothrix reimovi är en stekelart som beskrevs av Trjapitzin 1970. Parablastothrix reimovi ingår i släktet Parablastothrix och familjen sköldlussteklar.
Artens utbredningsområde är:
- Kazakstan.
- Turkmenistan.

Inga underarter finns listade i Catalogue of Life.